# Route I/70 (Slovaquie)
Pour les articles homonymes, voir I70 et Route 70.
La I/70 (en slovaque : cesta I. triedy 70) est une route slovaque de première catégorie reliant Kraľovany à Dolný Kubín
. Elle mesure 16,9 km.

## Tracé
- Région de Žilina
  - Kraľovany
  - Párnica
  - Veličná
  - Dolný Kubín